# Селезнёв, Евгений Александрович
Евге́ний Алекса́ндрович Селезнёв (укр. Євген Олександрович Селезньов; род. 20 июля 1985[…], Макеевка, Донецкая область) — украинский футболист, нападающий. Провёл 58 матчей и забил 11 голов за национальную сборную Украины. Обладатель Кубка УЕФА, чемпион Украины, обладатель кубка Украины.

## Биография
Родился 20 июля 1985 года в Макеевке (Донецкая область). Обучение футболу начинал в академии местного «Шахтёра» и ДЮСШ-3 (Мариуполь). С 1999 по 2001 годы находился в системе ФК «Донбасс». В 2001 году перешёл в академию донецкого «Шахтёра».

### Клубная карьера
В 2002 году начал профессиональную карьеру в фарм клубах «Шахтёра» — «Шахтёре-3» и «Шахтёре-2», за которые в сумме провёл 64 матча и забил 28 голов.
Зимой 2007 года был отдан в аренду в киевский «Арсенал». В чемпионате Украины дебютировал 4 марта 2007 года в матче против одесского «Черноморца» (2:0). В июне 2008 года, вернувшись из аренды, Евгений подписал новый контракт с «Шахтёром» до 2013 года, но, отыграв за донецкую команду лишь один сезон. В сезоне 2008/09 вместе с командой стал обладателем Кубка УЕФА.
24 июля 2009 года Селезнёв подписал трёхлетнее соглашение с днепропетровским «Днепром». Сумма трансфера составила 4,5 миллиона евро. В первом-же сезоне в новой команде стал основным нападающим проведя в чемпионате Украины 27 матчей, в которых забил 13 голов. В следующем сезоне Селезнёв стал лучшим бомбардиром чемпионата Украины забив 17 мячей, опередив форварда «Металлиста» Марко Девича на 3 гола.
В июне 2011 года вернулся в «Шахтёр». В сезоне 2011/12 «Шахтёр» стал чемпионом Украины и обладателем кубка. В этом сезоне Селезнёв снова стал лучшим бомбардиром чемпионата Украины, забив 14 мячей — столько же, сколько и Майкон из «Волыни». В конце августа 2012 года вернулся в «Днепр» подписав контракт на 4 года. В команде он взял № 21. Первый гол забил в 9 туре чемпионата Украины в матче против «Черноморца» (1:0). В сезоне 2013/14 «Днепр» второй раз в истории выиграл серебряные медали чемпионата Украины. В том сезоне Селезнёв забил 13 голов, но лучшим бомбардиром чемпионата с 20 голами стал нападающий «Шахтёра» Луис Адриано.

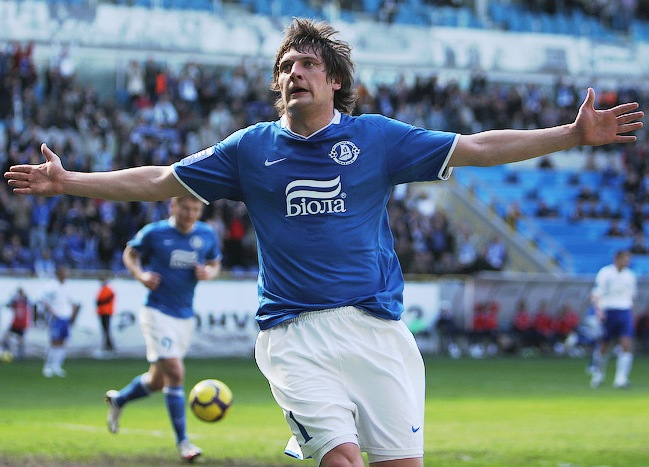
Селезнев в составе «Днепра», 2010 год

В сезоне 2014/15 «Днепр» занял  третье место в чемпионате и дошёл до финала Лиги Европы. Несмотря на вылет из Лиги чемпионов от датского «Копенгагена» и тяжелого выхода из группы В, в плей-офф «Днепр» одолел «Олимпиакос», «Аякс» и «Брюгге» и вышел в полуфинал на «Наполи». Первый матч в Италии завершился со счётом 1:1. А в ответном матче, который проходил в Киеве, Селезнёв забил единственный гол, который вывел «Днепр» в финал. В Варшаве «Днепр» в напряженной борьбе уступил «Севилье» со счётом 2:3.
Летом 2015 года в «Днепре» накалилась финансовая ситуация. Селезнёв после ухода Николы Калинича и Евгения Коноплянки стал главным бомбардиром команды. В Лиге Европы «днепряне» не вышли из группы, но Селезнёв продемонстрировал хорошую игру — спас «Днепр» от поражения в первом туре от «Лацио» на «Днепр-Арене», единственный его гол в выездном матче с «Руссенборгом» стал для «Днепра» победным.
25 февраля 2016 года бесплатно перешёл в «Кубань». «Днепр» был должен форварду больше миллиона евро по старым платежам и задержанную зарплату за несколько месяцев. Руководство клуба и футболист договорились, что Селезнёв прощает долги, а «Днепр» отпускает его в «Кубань» бесплатно. 11 марта 2016 года в 20-м туре чемпионата России с пенальти забил свой первый мяч — в ворота «Крыльев Советов». В мае 2016 года расторг контракт с клубом по обоюдному согласию. Незадолго до этого стало известно, что руководство «Кубани» обвинило Селезнёва в сдаче матча.
14 мая 2016 года было объявлено об очередном возвращении Селезнёва в «Шахтёр», с которым он заключил контракт на два года. За первую половину сезона сыграл в семи матчах и зимой покинул команду. Вскоре подписал контракт с турецким клубом «Карабюкспор». Дебютировал 14 января 2017 года, выйдя в стартовом составе в домашнем матче Турецкой Суперлиги против «Акхисар Беледиеспор» (1:0), на последних минутах матча получил жёлтую карточку. В декабре 2017 покинул клуб. 5 января 2018 года подписал контракт на 2,5 года с «Акхисар Беледиеспор». Выиграл Кубок Турции и Суперкубок Турции.
9 января 2019 года перешёл в испанскую «Малагу», подписав контракт до конца сезона. Дебютировал 20 января в матче против «Луго», заменив на 67-й минуте Ренату Сантуша при счёте 1:1 и поучаствовал в победном голе.
Летом 2019 вернулся в Турцию, став игроком «Бурсаспора».
В сентябре 2020 годо подписал контракт с «Колосом» (Ковалёвка). Вернувшись в УПЛ Евгений поставил перед собой цель — стать лучшим бомбардиром в истории УПЛ, для этого ему нужно было забить 14 мячей. В феврале 2021 года «Колос» объявил о расторжении контракта с футболистом.
27 июля 2021 года заключил годичный контракт с клубом «Минай». 31 июля 2021 года дебютировал за «Минай» в матче Украинской Премьер-лиги против «Александрии» (1:0), выйдя в стартовом составе.

### Карьера в сборной

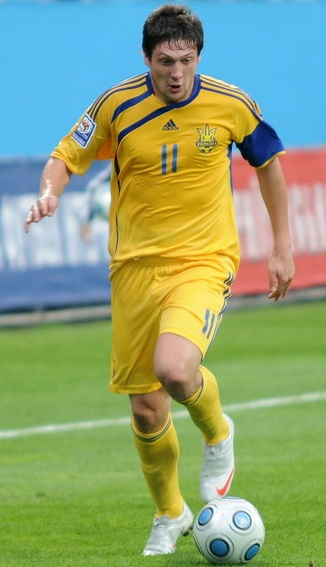
Селезнев в составе сборной Украины

В составе молодёжной сборной Украины провёл одну игру. В составе национальной сборной Украины дебютировал 24 мая 2008 года в товарищеском матче со сборной Нидерландов. Первый мяч за сборную забил с пенальти 19 ноября 2008 года в ворота Норвегии в товарищеском матче. Главный тренер сборной Украины Олег Блохин включил Селезнёва в список 23 игроков, которые были заявлены для участия на чемпионате Европы 2012. На турнире Селезнёв не сыграл ни одного матча.
9 октября 2015 года в выездном матче против сборной Македонии (2:0) Селезнёв отличился на 59-й минуте, реализовав пенальти. Для него этот гол стал 10-м за сборную и 140-м в зачёт бомбардирского Клуба Олега Блохина.
Был включён в заявку сборной Украины на чемпионат Европы 2016. На турнире сыграл в матчах против сборных Северной Ирландии и Германии.

## Достижения

### Командные
«Шахтёр»
- Чемпион Украины: 2011/12
- Обладатель Кубка Украины: 2011/12
- Обладатель Суперкубка Украины: 2012
- Обладатель Кубка УЕФА: 2008/09
- Вице-чемпион Украины: 2008/09
- Финалист Кубка Украины: 2008/09

«Днепр»
- Финалист Лиги Европы УЕФА: 2014/15
- Вице-чемпион Украины: 2013/14
- Бронзовый призёр чемпионата Украины: 2014/15

«Акхисар Беледиеспор»
- Обладатель Кубка Турции: 2017/18
- Обладатель Суперкубка Турции: 2018

### Личные
- Лучший бомбардир  чемпионата Украины (2): 2010/11 (17 голов), 2011/12 (14 голов, совместно с Майконом)
- Заслуженный мастер спорта Украины: 2009[26]
- Кавалер ордена «За мужество» III степени (2009 год)[27]
- Член символического Клуба Олега Блохина: 161[28] забитый гол[29]
- Член бомбардирского Клуба Сергея Реброва: 117 голов
- Третье место в списке лучших бомбардиров чемпионатов Украины: 111 голов[30]
- Лучший игрок матча за Суперкубок Турции 2018[31]
- Отличие «Именное огнестрельное оружие» (2015)[32]

## Личная жизнь
Женат. Супруга — Алла. Есть сын.

## Клубная статистика
| Выступление             | Выступление      | Выступление      | Чемпионат | Чемпионат | Кубки | Кубки | Еврокубки | Еврокубки | Прочие | Прочие | Итого | Итого |
| Клуб                    | Лига             | Сезон            | Игры      | Голы      | Игры  | Голы  | Игры      | Голы      | Игры   | Голы   | Игры  | Голы  |
| ----------------------- | ---------------- | ---------------- | --------- | --------- | ----- | ----- | --------- | --------- | ------ | ------ | ----- | ----- |
| Арсенал (Киев) (аренда) | Премьер-лига     | 2006/07          | 12        | 2         | 0     | 0     | 0         | 0         | 0      | 0      | 12    | 2     |
| Арсенал (Киев) (аренда) | Премьер-лига     | 2007/08          | 24        | 17        | 1     | 0     | 0         | 0         | 0      | 0      | 25    | 17    |
| Арсенал (Киев) (аренда) | Итого            | Итого            | 36        | 19        | 1     | 0     | 0         | 0         | 0      | 0      | 37    | 19    |
| Шахтёр (Донецк)         | Премьер-лига     | 2008/09          | 26        | 7         | 3     | 2     | 5         | 2         | 1      | 0      | 35    | 11    |
| Шахтёр (Донецк)         | Итого            | Итого            | 26        | 7         | 3     | 2     | 5         | 2         | 1      | 0      | 35    | 11    |
| Днепр                   | Премьер-лига     | 2009/10          | 27        | 13        | 3     | 4     | 0         | 0         | 0      | 0      | 30    | 17    |
| Днепр                   | Премьер-лига     | 2010/11          | 24        | 17        | 3     | 1     | 4         | 1         | 0      | 0      | 31    | 19    |
| Днепр                   | Итого            | Итого            | 51        | 30        | 6     | 5     | 4         | 1         | 0      | 0      | 61    | 36    |
| Шахтёр (Донецк)         | Премьер-лига     | 2011/12          | 23        | 14        | 2     | 0     | 3         | 1         | 1      | 0      | 29    | 15    |
| Шахтёр (Донецк)         | Премьер-лига     | 2012/13          | 3         | 2         | 0     | 0     | 0         | 0         | 0      | 0      | 3     | 2     |
| Шахтёр (Донецк)         | Итого            | Итого            | 26        | 16        | 2     | 0     | 3         | 1         | 1      | 0      | 32    | 17    |
| Днепр                   | Премьер-лига     | 2012/13          | 22        | 7         | 4     | 0     | 6         | 3         | 0      | 0      | 32    | 10    |
| Днепр                   | Премьер-лига     | 2013/14          | 29        | 13        | 1     | 1     | 7         | 2         | 0      | 0      | 37    | 16    |
| Днепр                   | Премьер-лига     | 2014/15          | 21        | 8         | 5     | 3     | 13        | 2         | 0      | 0      | 39    | 13    |
| Днепр                   | Премьер-лига     | 2015/16          | 16        | 10        | 2     | 1     | 5         | 2         | 0      | 0      | 23    | 13    |
| Днепр                   | Итого            | Итого            | 88        | 38        | 12    | 5     | 31        | 9         | 0      | 0      | 131   | 52    |
| Кубань                  | Премьер-лига     | 2015/16          | 9         | 3         | 1     | 0     | 0         | 0         | 0      | 0      | 10    | 3     |
| Кубань                  | Итого            | Итого            | 9         | 3         | 1     | 0     | 0         | 0         | 0      | 0      | 10    | 3     |
| Шахтёр (Донецк)         | Премьер-лига     | 2016/17          | 3         | 1         | 1     | 0     | 2         | 1         | 1      | 0      | 7     | 2     |
| Шахтёр (Донецк)         | Итого            | Итого            | 3         | 1         | 1     | 0     | 2         | 1         | 1      | 0      | 7     | 2     |
| Карабюкспор             | Суперлига        | 2016/17          | 16        | 6         | 0     | 0     | 0         | 0         | 0      | 0      | 16    | 6     |
| Карабюкспор             | Суперлига        | 2017/18          | 13        | 1         | 2     | 1     | 0         | 0         | 0      | 0      | 15    | 2     |
| Карабюкспор             | Итого            | Итого            | 29        | 7         | 2     | 1     | 0         | 0         | 0      | 0      | 31    | 8     |
| Акхисар Беледиеспор     | Суперлига        | 2017/18          | 17        | 6         | 5     | 4     | 0         | 0         | 0      | 0      | 22    | 10    |
| Акхисар Беледиеспор     | Суперлига        | 2018/19          | 7         | 3         | 1     | 1     | 3         | 0         | 0      | 0      | 11    | 4     |
| Акхисар Беледиеспор     | Итого            | Итого            | 24        | 9         | 6     | 5     | 3         | 0         | 0      | 0      | 33    | 14    |
| Всего за карьеру        | Всего за карьеру | Всего за карьеру | 292       | 130       | 34    | 18    | 48        | 14        | 3      | 0      | 377   | 162   |